# To jest to
To jest to – utwór polskiej piosenkarki Dody. Drugi singel z jej pierwszego solowego albumu studyjnego, Diamond Bitch. Do piosenki nie nakręcono teledysku. Pierwsze wykonanie na żywo miało miejsce 1 września 2007 na Sopot Festivalu 2007. Utwór nie znalazł się na reedycji płyty Diamond Bitch ze względu na podejrzenia o plagiat.
Piosenka posiada trzy wersje. Pierwsza z nich to wersja studyjna, która znajduje się na płycie. Druga wersja to wersja akustyczna, którą Doda wykonała w programie Teraz my! dla premiera Donalda Tuska, a trzecia to przyspieszona, rockowa odmiana.

## Notowania

### Listy przebojów
| Kraj   | Notowanie (2007)                          | Pozycja |
| ------ | ----------------------------------------- | ------- |
| Polska | Radio Bielsko (Codzienna Lista Przebojów) | 8       |
| Polska | RMF FM (POPlista)                         | 3       |
| Polska | Wietrzne Radio (Top 15)                   | 3       |